# Henri Pronker
Henri Luwen Pronker (11 augustus 1956 – 1 juni 2023) was in de jaren '80 en '90 van de 20e eeuw een opvallende verschijning in de straten van Amsterdam. Hij was bekend om zijn bijzondere kleding: ongeacht het weer had hij de gewoonte te skaten gekleed in een string. Hij stond daarom bekend als de skater met de reetveter, de blotebillenskater of de stringskater.
Ondanks zijn opvallende uiterlijk was hij een bescheiden en schuchtere man. Hij werd vaak gefotografeerd, maar deed dit niet voor de aandacht. In plaats daarvan zag hij zijn unieke stijl als een symbool van vrijheid in Amsterdam. Pronker had de gewoonte om vroeg in de ochtend te skaten, bij zonsopgang, om zo min mogelijk last te hebben van mensen die naar hem keken en foto's maakten.
Pronker verscheen in de RVU-serie Passies en in het televisieprogramma Paradijsvogels, waarin hij werd beschreven als iemand die "dagelijks schaars gekleed op een fiets traint om onsterfelijk te worden". In 1999 had Pronker een bijrol als zichzelf in de actiethriller Do Not Disturb van regisseur Dick Maas.
Pronker overleed op 1 juni 2023 op 66-jarige leeftijd aan de gevolgen van kanker.